# Герасименко Оксана Василівна
Оксана Василівна Герасименко (нар. 2 червня 1959, Львів) — українська бандуристка, композиторка, співачка, музикознавиця, викладачка, музично-громадська діячка. Заслужений діяч мистецтв України (2008). Членкиня Національної всеукраїнської музичної спілки (1996), Національної спілки кобзарів України (1999), Національної спілки композиторів України (2006). Лауреатка Першої премії Міжнародного конкурсу композицій для бандури ім. Григорія Китастого (2000), премії ім. Віктора Косенка (2016), премії ім. Станіслава Людкевича (2019). Доцентка Львівської національної музичної академії ім. М. Лисенка.

## Життєпис
Народилася 2 червня 1959 року у Львові в родині бандуриста, педагога, майстра-винахідника Василя Герасименка. Сестра — Ольга Герасименко-Олійник — заслужена артистка України.
Навчалася у Львівській музичній школі № 1 по класу фортепіано Г. А. Ситник. Продовжила музичну освіту на народному відділені Львівського державного музичного училища по класу бандури Василя Герасименка, який закінчила у 1978 році.
У 1982 році закінчила оркестровий факультет, клас бандури професора Василя Герасименка у Львівській державній консерваторії ім. М. Лисенка.
У 2005 році закінчила Львівську національну музичну академію ім. М. Лисенка (теоретико-композиторський факультет, клас композиції професора Мирослава Скорика та клас інструментування Олександра Козаренка).
Упродовж 1983—1989 років працювала музичною інспекторкою (Especialista de Musica) у Провінційному управлінні культури на Кубі, а також провадила концертну діяльність.
У 1989—1991 роках — артистка Agrupación de Conciertos de Granma (Куба). Співпрацювала з кубинським музикантом Карлосом Пуї.
З 1991 року — старша викладачка по класу бандури, ансамблю та педагогічної практики Львівської державної музичної академії ім. М. Лисенка, з 2007 — доцент.
3 1996 року — членкиня Національної всеукраїнської музичної спілки. 3 1999 року — членкиня Національної спілки кобзарів України. З 2006 року — членкиня Національної спілки композиторів України.
Лауреатка Першої премії Міжнародного конкурсу композицій для бандури ім. Григорія Китастого у 2000 році (Торонто, Канада) за твір концертна фантазія «Купало». Лауреатка премії ім. Віктора Косенка (2016), лауреатка премії ім. Станіслава Людкевича (2019).

### Концертна діяльність
З 1974 по 1982 рік концертувала в Україні, Росії, Молдові, Польщі, В'єтнамі та Японії разом із сестрою Ольгою та Ольгою Войтович у складі тріо бандуристок «Львів'янки». У 1978 році отримала Першу премію на Всесоюзному конкурсі-фестивалі, присвяченому Всесвітньому Фестивалю Молоді і Студентів на Кубі. З 1985 року вела активну творчу діяльність як солістка, а також у співпраці з кубинським музикантом Карлосом Пуї (Carlos Puig Premión). На запрошення Лео Брауера брала участь в концертах Міжнародного Фестивалю Гітари в Гавані, Куба (1986, 1988, 1990).
У 1989—1991 роках виступала як солістка та в дуеті з японським гітаристом Ічіро Сузукі на Міжнародному Гітарному Фестивалі в Барселоні, на міжнародних музичних фестивалях в місті Паламос (Іспанія), у Франції, в Японії.
У 1990-му гастролювала у США. З 1992 року співпрацює з Катериною Немеш (флейта), Мироном Блощичаком (флейта Пана), зі струнним квартетом (Зоряна Іванів, Ольга Лучак, Людмила Сауляк, Людмила Романова). 
Брала участь у Міжнародному фестивалі ім. Г. Хоткевича у Перемишлі (Польща, 1994, 1996, 1998, 2001). У 1994 гастролювала у різних містах Аргентини. 
У 1995 році — учасниця Міжнародного музичному фестивалю «Віртуози Львова». У 1999 році давала концерти в Українському Домі в Києві та у Львівській філармонії, присвячені 25-річчю творчої діяльності. 
На запрошення Хуана Фалу (Juan Falu) виступала в різних містах Аргентини в рамках Міжнародного фестивалю «Гітари Світу´99». 
У 2000-му брала участь у Міжнародному фестивалі «Бандура 2000» (Торонто, Канада), виступала на Шевченківських вечорах у Сан-Франциско та Сакраменто (США). 
Брала участь у Днях української культури у Хорватії (2000) та гастролювала у Франції (2002). У 2003 році у США виконала прем'єру ІІІ-го Концерту для бандури та симфонічного оркестру Юрія Олійника разом з Симфонічним оркестром «Camellia» м. Сакраменто під орудою Юджіна Кастільо (Eugene F. Castillo). 
Разом зі сестрою Ольгою Герасименко-Олійник брала участь у вечорах пам'яті жертв голодомору в Україні, які відбулися в Українських церквах в Сакраменто і Сан-Франциско, а також у симпозіумі «Голодомор в Україні: 70 років потому…», який відбувся у Стенфордському університеті з участю і вшануванням Роберта Конквеста (Robert Conquest). 
У 2004, 2005 рр. разом з Мироном Блощичаком та вокальним ансамблем «Орфей» гастролювала в Італії. У 2005 році виступила в концерті до Дня незалежності у Театрі опери і балету разом з Симфонічним оркестром Львівської обласної філармонії під орудою Романа Филипчука (виконання власної симфонічної поеми «Victoria»). 
У 2006-му гастролювала у Манілі (Філіппіни), де виступила з Філармонічним оркестром Культурного центру Філіппін під орудою Юджіна Кастільо (вик. ІІІ-го Концерту Ю. Олійника). 
У 2008 році виступила в авторському концерті Ю. Олійника, присвяченому ювілею дружини Олі Герасименко-Олійник в Концертному залі ім. С. Людкевича Львівської обласної філармонії. У листопаді 2008 разом з камерним оркестром «Віртуози Львова» під орудою Мирона Юсиповича виступила в Концерті-реквіємі до відзначення 75-х роковин голодомору у Львівській обласній філармонії. 
У 2009—2010 рр. відбулися авторські ювілейні концерти з нагоди 50-річчя: «Таїна любові» (Львівська обласна філармонія, 11.06.09), концерти камерної музики «Осінні акварелі» (Великий зал ЛНМА ім. М. Лисенка, 9.12.09.) та «Світло пробуджених мрій» (Дрогобицьке музичне училище, 3.03.10.). Виступала з сольною програмою в авторських концертах у Музеї історії релігії (Червоноград, 23.08.09) та Музеї Кобзарства НІЕЗ «Переяслав» (15.08.2010). Виступала як солістка та у складі тріо бандуристок в концерті до 60-річчя В. Івасюка (Львівська обласна філармонія, 2009 р.). Виступала в гала-концертах Всеукраїнського конкурсу-фестивалю імені Остапа Вересая (Кременець, 20.09.09; Театр імені А. Чехова (Ялта, 27.09.09 р.). Виступала в концерті в рамках Міжнародної науково-практичної конференції «Тарас Шевченко і кобзарство» (Концертний зал ім. С. Людкевича ЛОФ, 15 квітня 2010). У 2011 році на запрошення Ічіро Сузукі гастролювала у Японії (Кове City, ASAHI concert Hall, 6.11.2011).
Мисткиня неодноразово брала участь у Шевченківських вечорах у Львівському палаці мистецтв, у ювілейних концертах В. Я. Герасименка у Львівській обласній філармонії. Виступ з оркестром оперного театру в Концерті-реквіємі пам'яті жертв голодомору в Україні 1932-33 років (Львівський театр опери і балету ім. С. Крушельницької, 26.11.2011 р.). У 2018 році відбулися концерти у США з оркестром «The Los Angeles Balalaika orchestra»: Сан Дієґо (Encinitas Community Center), Лос-Анджелес (The Herbert Zipper Concert Hall).

## Аудіозаписи
- LD, записаний на студії EGREM (Куба, 1988). Музика українських та латиноамериканських композиторів.
- Оксана Герасименко «Струни душі»: авторські пісні та інструментальні композиції. Канада: Yevshan Corp., 1996. CYFP 1148. (аудіокасета)
- «На крилах мрій»: українські пісні та пісні народів світу у виконанні Оксани Герасименко, аранж. О. Герасименко. USA: YVO Prod., 1994. (аудіокасета)
- Festival Guitarras del Mundo, 98 / 99. EPSA music, Аргентина, 2000. (Запис двох авторських творів: «Фантазії дощу», «Колискова Оленці»).
- «На Різдво Христове»: українські колядки у виконанні Олі, Оксани Герасименко та інструментального ансамблю. [CD].  USA: YVO  Prod., 1999.
- «ADORACION»: пісні та інструментальна музика латиноамериканських композиторів у виконанні Оксани Герасименко, аранжування О. Герасименко.  [CD]. Львів, 1999.
- «Таїна» Інструментальні твори Оксани Герасименко. О. Герасименко (бандура), М. Блощичак (українські духові інструменти), К. Немеш, А. Карп'як (флейта), струнний квартет Львівської філармонії (В. Дуда, Р. Сокрута, В. Мегеден, С. Канчалаба — Швайковська), струнний квартет (З. Іванів, О. Лучак, Л. Сауляк, Л. Романова). [CD]. Київ: Росток-Рекордс, 2002.
- «Різдвяні сни»: українські колядки. О. Герасименко (бандура), М. Блощичак (українські духові інструменти), аранжування О. Герасименко. [CD]. Канада: ALLCANN WOOD & INDIGO, 2002.
- «По всьому світу з колядою»: українські колядки. О. Герасименко (голос, бандура.), М. Блощичак (українські духові інструменти), О. Лучак (скрипка), аранжування О. Герасименко. [CD]. Львів, 2004 («Ліда», 2008).
- «Україна в голосі Оксани»: авторські пісні Оксани Герасименко на слова українських поетів, народні пісні. О. Герасименко (голос, бандура.), М. Блощичак (українські духові інструменти), К. Демків (скрипка), обробки, аранжування О. Герасименко. [CD]. Львів, 2012. (не виданий)
- «Дзвіночки рідної землі»: пісні Оксани Герасименко на слова Марії Чумарної [CD]. Тернопіль: Навч. кн. Богдан, 2017.

## Основні твори
- Соло для флейти: Для флейти і бандури (версія: для флейти, бандури та струнного квартету) (1987).
- Музика до дитячої театральної вистави «Galapago» («Черепаха») у співавторстві з  Карлосом Пуї. (Куба, 1989).
- Концертні варіації для бандури і фортепіано (1990).
- Концертні варіації на тему укр. нар. пісні «Стоїть гора високая»: для бандури (1990).
- «Портрет Парижу»: для бандури, флейти Пана (флейти), дзвонів та струнного квартету (1990).
- Камерна сюїта для бандури і фп. У 3-х частинах (версія: для флейти, бандури і струнного квартету чи камерного оркестру) (1991).
- Каталонське рондо: для бандури і гітари (1990).
- «Сонячний промінь»: для бандури і флейти Пана (флейти), а також у версіях: для 3-х бандур і флейти; для фортепіано і флейти; для флейти, бандури та струнного квартету (1992).
- «На крилах мрій»: для флейти (скрипки) і бандури (фортепіано), версія: для флейти, бандури та струнного квартету чи оркестру (1992).
- «Мелодія блакитного неба»: Для флейти Пана (флейти) та бандури; Для флейти (скрипки) і фортепіано; (Для флейти, бандури та струнного квартету), для ансамблю скрипалів з фп. (1998).
- «Посвята»: Для флейти (скрипки, віолончелі), бандури або фортепіано.
- Концертна фантазія «Купало»: для бандури (2000).
- «Сповідь»: для вокального ансамблю у супроводі бандур (версія: для флейти Пана (флейти), бандури та струнного квартету (струнного оркестру), для хору жіночого чи мішаного у супроводі фортепіано, для ансамблю скрипалів з фп. (2000).
- «Таїна»: Для флейти Пана (гобоя, флейти), 2-х бандур та струнного квартету (камерного оркестру), для ансамблю скрипалів з фп. (2001).
- Цикл прелюдій «Осінні акварелі»: для фортепіано (7 пр.) 2002—2007.
- Прелюдія для віолончелі і фортепіано (2002).
- Два романси на слова Марії Чумарної: «Диво осені», «Весна прийшла» (2002).
- «Українське рондо»: Для скрипки і фортепіано  (2003), для цимбал і фп. (2003).
- Варіації на тему стрілецької пісні «Ой там при долині»: для фортепіано  (2003).
- Струнний квартет № 1 (в трьох частинах) (2004).
- Симфонічна поема «Victoria» для бандури і симфонічного оркестру (2005).
- «Що щастя!» / сл. І. Франка: для голосу у супроводі фортепіано (бандури), для квартету бандуристок (2006).
- Концертна фантазія «Ятрань»: для бандурного ансамблю (2007).
- «Музичні пастелі» фортепіанний цикл: «Зимова казка», «Подих весни», «Сонячні зайчики» (версія: для бандурного ансамблю) (2009).
- Елегія пам´яті Володимира Івасюка: для струнного оркестру, двох бандур, гобоя (ная) та жіночого вокального квартету  (2009).
- «Золото-блакитна Україна» / сл. М. Чумарної: для голосу і бандури, фп. (версія: для ансамблю бандуристок, з камерним оркестром) (2009).
- Триптих для 2-х бандур, флейти, гобоя та струнного оркестру: «Повернення», «Зоряна вічність», «Світло пробуджених мрій» (2012).
- «Ой, розвився в цвіт барвінок» / сл. І. Дем'янової: для голосу і бандури (фп.) (2009).
- «Все йде, все минає» / сл. Т. Шевченка: для голосу і фп. (версія для симфонічного оркестру, для жіночого вокального квартету у супроводі бандур (2011).
- «За Вас і Україну» на сл. Л. А. Маковей: для тріо бандуристок, для голосу у супроводі фортепіано (2015), для мішаного хору у супроводі фп. чи бандурного ансамблю (2018).
- Концертна фантазія «Соняхи»: для бандури соло (2015).
- Концерт для фортепіано та камерного оркестру «Радосвіт» у трьох частинах (дитячий) (2016, орк. 2017).
- "Подячна молитва / сл. Б. Стельмаха: для баритона, вокального квартету, бандур та  струнного оркестру (2016).
- «Різдвяний дарунок»: для двох бандур і струнного оркестру (2017).

Твори для бандури соло: «Фантазія», «Прелюдія a-moll», «Елегія», «Роздум», «Світанок», «Меланхолія», «Осінні сни», «Вальс квітів сакури», «Фантазії дощу», «Колискова Оленці», «Осіння фантазія», «Захід сонця», «На березі ріки», «В передчутті весни» та ін.
Хорові обробки українських народних пісень: «Горіхове сіделечко», «Понад тими гороньками», «Засіяла зоря» (для мішаного хору), «Любив мене козачок», «Ой у полі жито», «Під облачком» (для жіночого хору).
Вокальні твори на вірші українських поетів Марії Чумарної, Т. Угрин, М. Стеценко, Л. Маковей, Дзвінки Матіяш, Х. Кравчишин.
П'єси для бандури, фортепіано для юних музикантів, 20 пісень для дітей на вірші Марії Чумарної (для голосу у супроводі бандури чи фп., у версіях для 2-х бандур, скрипки, флейти, струнного квартету).
Численні обробки українських народних пісень різних жанрів (для голосу у супроводі бандури, фортепіано, для ансамблів бандуристів), переклади та аранжування творів світової класики та українських композиторів, серед яких 18 творів Михайла Вербицького у перекладі для бандури та аранжування для ансамблів бандуристів, твори М. Лисенка, пісні В. Івасюка в аранжуваннях для ансамблів бандуристок та для голосу у супроводі камерного оркестру, пісні І. Кушплера та кілька десятків творів латиноамериканських та іспанських композиторів, як інструментальних, так і для голосу у супроводі бандури.
Редакторка багатьох творів українських та зарубіжних композиторів, зокрема 4-х концертів для бандури та симфонічного оркестру, сюїт для бандури з фортепіано та інших творів Юрія Олійника. Видала понад 40 репертуарних збірників для бандуристів та музикантів інших спеціальностей.

## Основні праці
Навчальні посібники:
- Герасименко О. В. Етюди для бандури на різні види техніки: навч. посіб. для учнів та студентів муз. навч. закл. всіх рівнів акредитації. Київ, 2004. 84 с.
- Герасименко О. Юним бандуристам: інструментальні твори для бандури: навч.-метод. посіб. для початкових спец. мист. навч. закладів. Київ-Львів, 2006. 72 с.
- Українські колядки для ансамблів бандуристів: навч. посіб. для вищих навч. закладів культури і мистецтв ІІІ-IV рівнів акредитації / Обр. О. Герасименко. Київ-Львів, 2006. 100 с.
- Сонати Д. Чімарози у перекладенні для бандури: хрестоматія. Львів: Львівський національний університет імені І. Франка, 2011. 130 с.
- Герасименко О. В. Україно, Моя Україно! : навч.-метод. посіб. для поч. спец. та вищ. навч. закладів культ.-мист. спрямування / [упор. та автори текстів О. Герасименко і Т. Бондар]. Львів: Левада,  2017. 132 c.

Нотні видання:
- Герасименко О. Безкрилої любові не буває. Вокальні твори та ансамблі у супроводі бандури. Львів: ТеРус, 2001. 48 с.
- Герасименко О. На крилах мрій. Ліричні п'єси для бандури. США: YVO Prod.,1997; перевид. Львів, 2001. 38 с.
- Герасименко О. Осінні сни. Ліричні п'єси  для  бандури. США: YVO Prod., 1991; перевид. Львів, 2001. 40 с.
- Пливи світами, пісне любови. Пісні українських композиторів: Для ансамблю бандуристів / Обр. та аранж. О. Герасименко. Львів: ТеРус, 2001. 44 с.
- Герасименко О. Купало: концертна фантазія для бандури. Львів: ТеРус, 2004. 10 с.
- Ой у полі жито…  Любив мене козачок. Українські народні пісні в обробці Оксани Герасименко для жіночого вокального квартету. Львів: ТеРус, 2004. 14 с.
- Герасименко О. Сповідь: вокал.-інструм. композиція для ансамблю бандуристок. Львів: ТеРус, 2004. 12 с.
- Герасименко О. Таїна: для пан-флейти, двох бандур та стр. квартету. Львів: ТеРус, 2004. 26 с.
- Герасименко О. Камерна сюїта для бандури і фортепіано. Львів: Терус, 2006. 32 с.
- Герасименко О. Камерні твори: для мелод. інструментів і бандури. Львів: ТеРус, 2007. 56 с.
- Герасименко О. Музичні пастелі: авт. переклад для бандурних ансамблів. Львів: ТеРус, 2010. 20 с.
- Пісне моя: укр. нар. пісні для голосу у супроводі бандури / упор., передм. О. Гавриш, перекл., аплікатурна ред. О. Герасименко. Львів: ТеРус, 2011. 40 с.
- Герасименко О., Чумарна М. Золото-блакитна Україна: для вокал. ансамблю. Для голосу у супроводі бандури. Для дуету бандуристок. Для ансамблю бандуристок. Львів: ЛНМА ім. М. Лисенка, 2012. 16 с.
- Герасименко О. Засіяла зоря (колядка): обробка для мішаного хору: колядки та щедрівки. Партитури для однорідного та мішаного хорів / упоряд. Ю. Антків, передм. Л. Кияновська. Львів: ТзОВ «Колір ПРО», 2013. 68 с.
- Герасименко О., Чумарна М. Дзвіночки рідної землі (А у нашому дворі): пісні, вірші, розмальовки, компакт–диск. Тернопіль: Навч. кн. Богдан, 2017. 80 с. (у супр. фп.).

Статті:
- Герасименко О. Фольклорні джерела музичної мови бандурних концертів Юрія Олійника // Народознавчі зошити. Львів: Інститут народознавства НАН України. 2004. зошит 1-2 (55-56), січень-квітень. С. 83-93.
- Герасименко О. Концерти для бандури та симфонічного оркестру Юрія Олійника в контексті сучасного бандурного мистецтва // Кобзарство в контексті становлення української професійної музичної культури: зб. мат. міжнар. наук.-практ. конф., Київ, 14 жовтня, 2005 р. Київ, 2005. С. 186—192.
- Герасименко О. Становлення та розвиток професійного ансамблевого бандурного виконавства на Львівщині // Музикознавчі студії, Наук. збірки ЛДМА ім. М. Лисенка. Вінниця: Нова книга, 2006. Вип. 11. С.77-86.
- Кияновська Л., Герасименко О. Василь Герасименко — майстер бандури // М. А. Давидов Історія виконавства на народних інструментах (Українська академічна школа) Підручник для вищих та сер. муз.навч. закладів. Київ: НМАУ ім. П.Чайковського, 2005. С. 275—279.
- Герасименко О. Феномен Василя Герасименка у бандурному мистецтві сучасності. Наукові записки Тернопільського нац. пед. університету ім. В. Гнатюка та НМАУ ім. П. Чайковського. Серія: Мистецтвознавство. № 1 (16). Тернопіль: 2006. С. 69-75.